# Robert Andersson (waterpolista)
Robert Theodor Andersson (Estocolm, 18 d'octubre de 1886 – Estocolm, 2 de març de 1972) va ser un waterpolista, nedador i saltador suec que va competir durant el primer quart del segle XX i que va prendre part en quatre edicions dels Jocs Olímpics. Era germà dels també esportistes Selma, Adolf i Erik Andersson.
En el seu palmarès destaquen tres medalles als Jocs Olímpics, sempre com a waterpolista. El 1912 a Estocolm guanyà la medalla de plata, mentre a Londres, el 1908 i a Anvers, el 1920, guanyà la de bronze.
Com a nedador destaca una quarta posició en els relleus 4x200 metres lliures de 1920 i la novena dels 100 metres llisos el 1906.
Com a saltador destaca la quarta posició en el salt de palanca el 1908.